# Дядьков
Дядьков — летописный город Болоховской земли. Поскольку галицко-волынский князь Даниил Романович Галицкий не взял его в 1241 году во время своего похода против болоховских князей, когда были взяты Деревич, Губин, Кобуд, Кудин и Божский, а вынужден был спустя годы снарядить отдельное войско в 3000 пеших и 300 конных воинов для взятия его и Болохова, историки исходят из того, что Дядьков имел хорошие укрепления. Точное местоположение Дядькова не установлено. Согласно одной из гипотез, Дядьков связан с селом Дьяковцы на северо-западе Винницкой области.